# Louis-Joseph De Marneffe
Louis-Joseph De Marneffe, est un militaire, d'abord au service de l'Empire français, puis du royaume uni des Pays-Bas et qui termina sa carrière comme lieutenant-général au service du roi des Belges. Il est né à Bruxelles (Pays-Bas catholiques, Saint-Empire) le 19 mars 1789 et mort à Louvain (royaume de Belgique) le 19 mars 1848.
Il avait épousé le 24 juin 1823, Marie-Antoinette-Eulalie de Montaigne, née à Beeck le 12 août 1793 et morte le 4 mai 1844 à Malines. Elle était la fille d'un ancien militaire au service des Provinces-Unies, Lambert-Alexandre de Montaigne, qui fut capitaine au régiment d'Orange-Gelderland, et de Marie-Élisabeth Banens. Ils n'eurent qu'une fille unique Antoinette De Marneffe dont postérité.

## Sa famille
Le général Louis-Joseph De Marneffe est le fils de Pierre-Joseph De Marneffe, marchand de tableaux, qui avait participé activement à la révolution brabançonne à la tête de son propre corps, et d'Élisabeth Van Assche, sœur du peintre Henri Van Assche (1774-1841), issue d'une vieille famille de brasseurs bruxellois, et est le frère du peintre belge François De Marneffe ainsi que d'Adèle De Marneffe épouse du peintre David-Chrétien Kuhne,, veuf en premières noces de Thérèse Marie Deprez, et dont la fille Philippine Anne Catherine Joséphine Kuhne avait épousé le notaire et député Joseph-Ferdinand Toussaint, parents du peintre Fritz Toussaint et de Léonie Toussaint épouse de l'architecte Joseph Poelaert.

## Sa carrière militaire
Il commença sa carrière militaire le 4 septembre 1804, comme simple soldat engagé volontaire au premier régiment de hussards au service de la France. Il fit son baptême du feu lors de la campagne d'Allemagne en 1805.
Sa conduite le fit remarquer et il fut nommé le 10 novembre 1805 officier d'ordonnance du roi de Hollande Louis Bonaparte. C'est en cette qualité qu'il participa avec celui-ci aux campagnes de Pologne, de Naples, d'Italie, où il fut atteint à la jambe par une arme à feu, et à la campagne de 1809 contre le royaume de Prusse. On le retrouve encore en 1811 lors de la guerre d'Espagne, puis dans la désastreuse campagne de Russie en 1812. Blessé le 23 juin 1812 à Kowno, en Lituanie, il fut nommé capitaine le 30. Lors de la bataille de la Moskova, où il eut trois chevaux tués sous lui, il parvint à rompre trois bataillons russes, non sans avoir été transpercé de sept coups de lances et d'un coup de sabre. Ce qui lui valut cinq jours plus tard de recevoir la croix de la Légion d'honneur.
Blessé encore lors de la retraite de Russie il eut la force de rejoindre Königsberg où il fut fait prisonnier le 4 janvier 1813. Après près d'un an de captivité, il fut libéré et parvint à rejoindre Bruxelles le 19 décembre 1814.
Après la fin de l'empire français il met son épée au service des Pays-Bas. Admis avec son grade, il obtient celui de major et devint aide de camp du général Evers. Il participe vaillamment à la bataille de Waterloo cette fois-ci dans le camp hostile à la France.
Il continue sa carrière dans l'armée du royaume uni des Pays-Bas et devint lieutenant-colonel le 30 décembre 1826, puis le 19 avril 1830 colonel commandant des cuirassiers. Il obtint le 18 octobre 1830 démission honorable de ses fonctions. 
Mais loin de rester inactif, il s'engagea dans les troupes du nouvel État belge où il fut chargé avec le grade de général-major par le marquis de Chasteler d'organiser le 1er régiment de Lanciers.
Il termina sa carrière dans l'armée belge avec le grade de lieutenant-général qu'il avait obtenu le 21 juillet 1842.